# Signe Wranér
Anna Signe Rosalie Wranér, även kallad Signe H. Wranér (H. för Henriksdotter, som aldrig ingick i hennes officiella namn), född 16 mars 1892 i Östersund, död 2 februari 1968 i Österhaninge församling, Stockholms län, var en svensk redaktör och författare. Hon var dotter till Henrik Wranér och syster till Sven Wranér.
Hon anställdes vid Svensk läraretidning förlags AB 1913 och blev verkställande direktör för förlaget 1943. Vid sidan om arbetet för förlaget var hon redaktör för Barnbiblioteket Saga, och har för barnbiblioteket skrivit sagor. Wranér är begraven på Norra begravningsplatsen utanför Stockholm.